# جاك داراغ (لاعب هوكي الجليد)
جاك داراغ هو لاعب هوكي الجليد كندي، ولد في 4 ديسمبر 1890 في أوتاوا في كندا، وتوفي بنفس المكان في 25 يونيو 1924 بسبب التهاب البريتون.

## وصلات خارجية
- جاك داراغ على موقع دوري الهوكي الوطني (الإنجليزية)
- جاك داراغ على موقع EliteProspects.com (الإنجليزية)
- جاك داراغ على موقع HockeyDB.com (الإنجليزية)
- جاك داراغ على موقع Hockey-Reference.com (الإنجليزية)